# Albanees kampioenschap wielrennen op de weg
Het Albanees kampioenschap op de weg is het jaarlijks verreden Albanees nationaal kampioenschap wielrennen in de  wegwedstrijd en in de tijdrit. In 2025 vonden deze kampioenschappen voor het eerst voor vrouwen plaats.

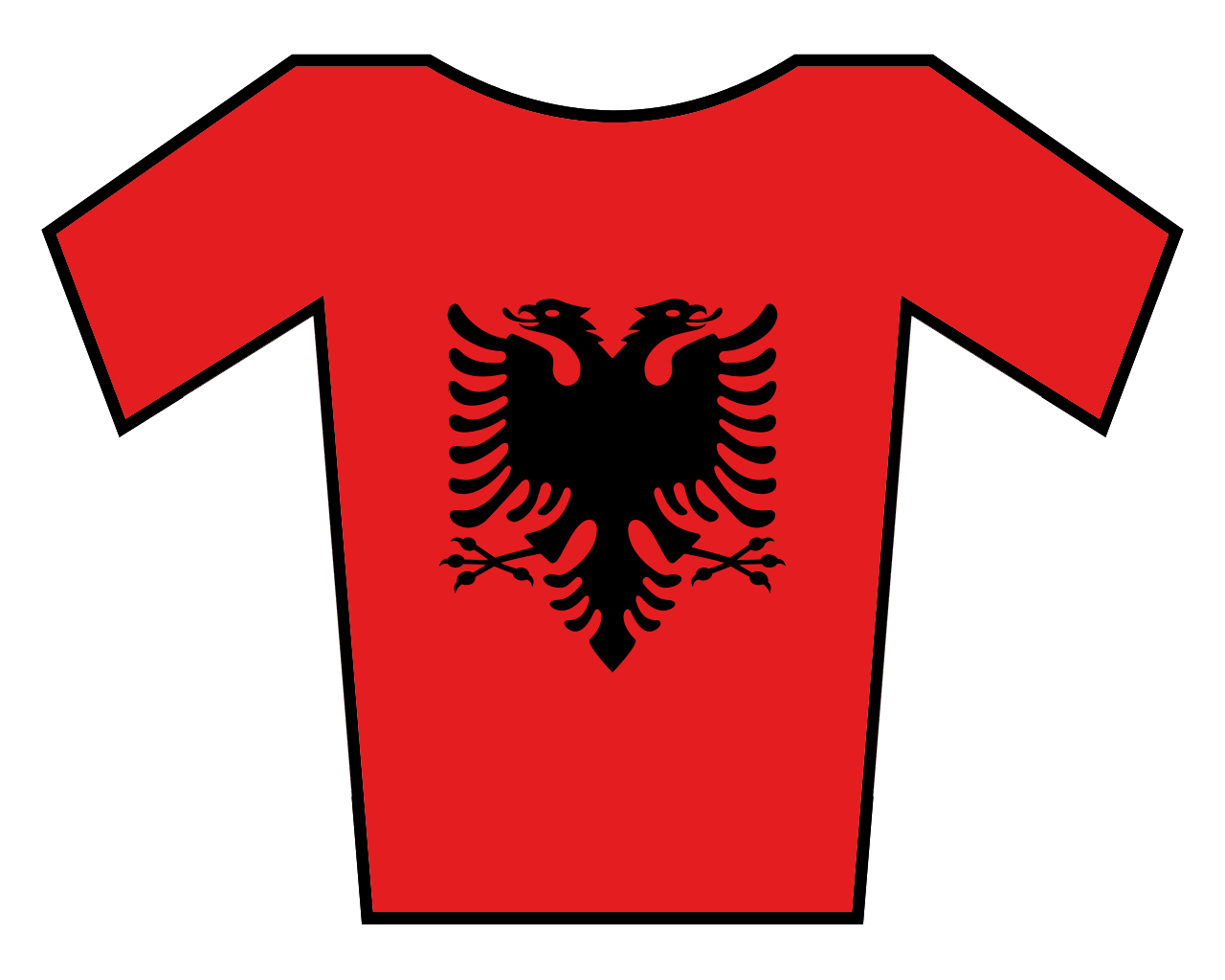
De Albanese kampioenentrui

## Wegwedstrijd

### Mannen junioren
| Jaar | Goud           | Zilver         | Brons          |
| ---- | -------------- | -------------- | -------------- |
| 2013 | Iltjan Nika    | Ridion Kopshti | Renato Llazi   |
| 2014 | Ridion Kopshti | Realdo Ramaliu | Marolino Hoxha |
| 2015 | Realdo Ramaliu | Denis Mara     | Klidi Jaku     |
| 2016 |                |                |                |
| 2017 | Bruno Kola     | Astrit Kronaj  | Amarildo Goga  |

### Mannen beloften
| Jaar | Goud        | Zilver          | Brons        |
| ---- | ----------- | --------------- | ------------ |
| 2015 | Iltjan Nika | Marildo Yzeiraj | Kristel Sota |
| 2016 |             |                 |              |
| 2017 | Iltjan Nika | Kristel Sota    | Devis Hasa   |

### Mannen elite
| Jaar | Goud                    | Zilver         | Brons           |
| ---- | ----------------------- | -------------- | --------------- |
| 1998 | Besnik Musaj            | Gezim Mlloja   | Altin Buzi      |
| 1999 | Besnik Musaj            | Agron Boga     | Alexander Lazri |
| 2002 | Besnik Musaj            | Vangiel Kule   | Palion Zarka    |
| 2007 | Palion Zarka            | Erion Buzi     | Altin Buzi      |
| 2008 | Palion Zarka            | Erion Buzi     | Jonid Toska     |
| 2009 | Eugert Zhupa            | Redi Halilaj   | Ervin Haxhi     |
| 2010 | Redi Halilaj            | Ylber Sefa     | Besmir Banushi  |
| 2011 | Eugert Zhupa            | Besmir Banushi | Erion Buzi      |
| 2012 | Eugert Zhupa            | Ylber Sefa     | Besmir Banushi  |
| 2013 | Redi Halilaj            | Yrmet Kastrati | Olsjan Velia    |
| 2014 | Kamberaj Xhuliano       | Iltjan Nika    | Klinti Gremd    |
| 2015 | Redi Halilaj            | Eugert Zhupa   | Besmir Banushi  |
| 2016 | Eugert Zhupa            | Iltjan Nika    | Redi Halilaj    |
| 2017 | Ylber Sefa              | Redi Halilaj   | Besmir Banushi  |
| 2018 | Ylber Sefa              | Eugert Zhupa   | Olsjan Velia    |
| 2019 | Ylber Sefa              | Olsjan Velia   | Drini Bardhi    |
| 2020 | Ylber Sefa              | Olsian Velia   | Besmir Banushi  |
| 2021 | Ylber Sefa              | Kristi Sota    | Drini Bardhi    |
| 2022 | Ylber Sefa              | Mikel Demiri   | Brikel Barci    |
| 2023 | Lukas Sulaj Kloppenborg | Olsian Velia   | Ylber Sefa      |
| 2024 | Olsian Velia            | Flavio Venomi  | Mateo Balaj     |
| 2025 | Lukas Sulaj Kloppenborg | Henri Hysa     | Olsian Velia    |

### Vrouwen elite
| Jaar | Goud          | Zilver       | Brons |
| ---- | ------------- | ------------ | ----- |
| 2025 | Nelia Kabetaj | Marsela Luzi | -     |

## Tijdrit

### Mannen junioren
| Jaar | Goud           | Zilver         | Brons          |
| ---- | -------------- | -------------- | -------------- |
| 2013 | Iltjan Nika    | Ridion Kopshti | Renato Llazi   |
| 2014 | Ridion Kopshti | Realdo Ramaliu | Marolino Hoxha |
| 2015 | Klidi Jaku     | Marolino Hoxha | Realdo Ramaliu |
| 2016 |                |                |                |
| 2017 | Mesut Cepa     | Bruno Kola     | Amarildo Gogaj |

### Mannen beloften
| Jaar | Goud        | Zilver          | Brons        |
| ---- | ----------- | --------------- | ------------ |
| 2015 | Iltjan Nika | Marildo Yzeiraj | Kristel Sota |
| 2016 |             |                 |              |
| 2017 |             |                 |              |

### Mannen elite
| Jaar | Goud         | Zilver                  | Brons                   |
| ---- | ------------ | ----------------------- | ----------------------- |
| 2002 | Palion Zarka | Besnik Musaj            | Admir Hasimaj           |
| 2007 | Palion Zarka | Erjon Plaka             | Erion Buzi              |
| 2008 | Palion Zarka | Erjon Plaka             | Besmir Banushi          |
| 2009 | Eugert Zhupa | Ervin Haxhi             | Palion Zarka            |
| 2011 | Eugert Zhupa | Ylber Sefa              | Altin Sufa              |
| 2012 | Eugert Zhupa | Ylber Sefa              | Donald Mukaj            |
| 2013 | Redi Halilaj | Olsjan Velia            | Marius Huqi             |
| 2014 | Iltjan Nika  | Kamberaj Xhuliano       | Marildo Yzeiraj         |
| 2015 | Eugert Zhupa | Besmir Banushi          | Laert Bregu             |
| 2016 | Eugert Zhupa | Ylber Sefa              | Laert Bregu             |
| 2017 | Iltjan Nika  | Besmir Banushi          | Olsian Velia            |
| 2018 | Eugert Zhupa | Olsian Velia            | Besmir Banushi          |
| 2019 | Ylber Sefa   | Olsian Velia            | Drini Bardhi            |
| 2020 | Ylber Sefa   | Olsian Velia            | Besmir Banushi          |
| 2021 | Ylber Sefa   | Olsian Velia            | Drini Bardhi            |
| 2022 | Ylber Sefa   | Brikel Barci            | Mikel Demiri            |
| 2023 | Ylber Sefa   | Olsian Velia            | Lukas Sulaj Kloppenborg |
| 2024 | Olsian Velia | Mateo Balaj             | Flavio Venomi           |
| 2025 | Olsian Velia | Lukas Sulaj Kloppenborg | Mateo Balaj             |

### Vrouwen elite
| Jaar | Goud          | Zilver       | Brons |
| ---- | ------------- | ------------ | ----- |
| 2025 | Nelia Kabetaj | Marsela Luzi | -     |